# Diphascon behanae
Diphascon behanae är en djurart som tillhör fylumet trögkrypare, och som beskrevs av Hieronymus Dastych 1987. Diphascon behanae ingår i släktet Diphascon och familjen Hypsibiidae. Inga underarter finns listade i Catalogue of Life.